# Elsie de Wolfe
 (février 2025).
Le contenu est difficilement compréhensible vu les erreurs de traduction, qui sont peut-être dues à l'utilisation d'un logiciel de traduction automatique.
 (janvier 2025).
Si vous disposez d'ouvrages ou d'articles de référence ou si vous connaissez des sites web de qualité traitant du thème abordé ici, merci de compléter l'article en donnant les références utiles à sa vérifiabilité et en les liant à la section « Notes et références ».
Pour les articles homonymes, voir De Wolfe.
Ella, dite Elsie, Anderson de Wolfe, par son mariage Lady Mendl, née le 20 décembre 1865 à New York (États-Unis) et morte le 12 juillet 1950 à Versailles (France), est une actrice et décoratrice américaine.
Née dans une famille new-yorkaise fortunée, éduquée par des précepteurs à New York et dans sa famille maternelle à Édimbourg (Écosse), Elsie de Wolfe fut présentée à la reine Victoria en 1883 et fit ses débuts dans la bonne société londonienne.

## Biographie

### Enfance
Elle était née au sein d'une famille stricte et riche. À l'adolescente, elle se percevait peu attrayante, ce qui l'incita à s'engager dans la pratique de la gymnastique, une passion qu'elle chérira tout au long de sa vie. En plus de cela, elle suivait des régimes stricts ainsi que des programmes nutritionnels. De plus, quelques années avant son décès, dans les années 1940, elle était l'une des premières à opter pour la chirurgie faciale.
En 1884, elle avait retournée New York où elle s’avait plongée dans le théâtre amateur, qui était une activité populaire qui était utilisée comme manifestation de charité.
En 1890, son père, un médecin fortuné, cependant accro au jeu, décède. À la suite de son décès, il va laisser sa famille dans une situation financière difficile, qui va les confronter à d'énormes dettes .

### Son éducation et ses formations
Elsie de Wolfe a fait ses études au privé à New York ainsi qu'à Édimbourg, en Écosse, où elle vivait avec ses parents maternels. Grâce à ce lien, elle a été présentée à la reine Victoria en 1883 et à la société londonienne.
Son quotidien est aussi banal que celui des autres jeunes filles bourgeoises de son époque, entre cours privés et thés mondains.
Le seul remède de choc pour surmonter sa timidité et son physique honni, elle va devoir monter sur les planches de théâtres amateurs. Après la disparition prématurée de son père, joueur impénitent qui laisse la famille sans le sou. Elsie de Wolfe va devoir travailler.

## Vie privée

### Relations
En 1887, Elsie fit la connaissance d'une jeune femme de son âge avec laquelle elle établira une relation étroite. Cette femme, plus connue sous le nom d'Elisabeth Marbury et surnommée « Bessy » par ses proches, exerçait une influence significative dans les milieux littéraires et théâtraux. Son caractère fort lui avait valu une reconnaissance marquée dans le domaine des affaires. Peu de temps après leur rencontre, Elsie de Wolfe et Elisabeth Marbury entamèrent une relation homosexuelle, ce qui était alors particulièrement atypique.

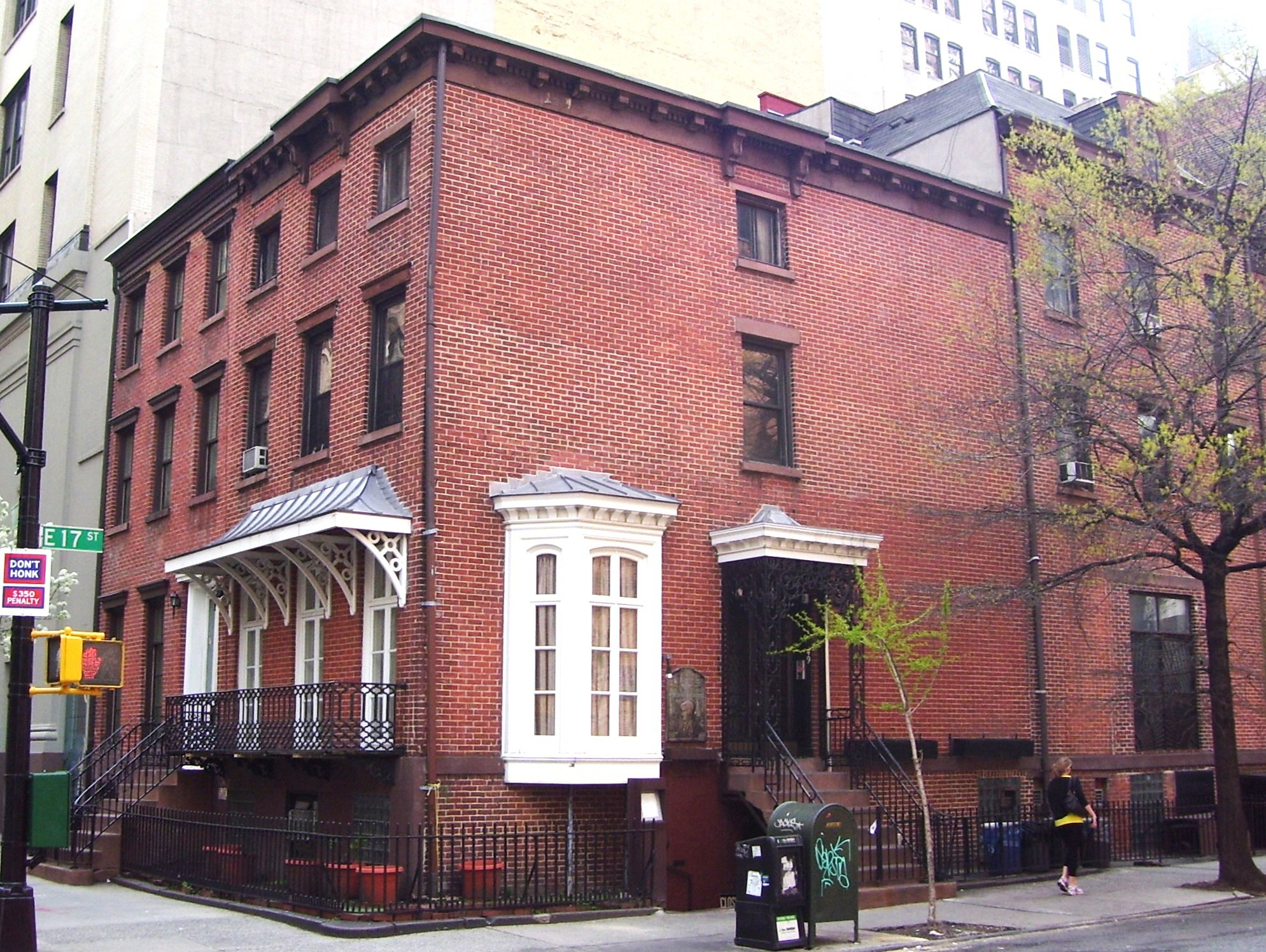
Irving place, 122 Est 17th Street.

Ses liens avec Bessy sont devenues plus tendres : enfin, quelqu'un qui ne la trouve pas peu attirante. Personne ne s'en offusque. Lorsque la Café Society de New York parle des célibataires, tout le monde sait qu'il s'agit du couple de Elsie et de Bessy qui se sont installé dans une petite maison en brique rouge, nommé le Marbury Résidence, à 122 East 17th Street.
C'est à l'âge de 60 ans qu'elle surprend à nouveau son entourage en épousant en 1926 Sir Charles Mendl , un diplomate britannique en France, dans le but d'acquérir le titre de Lady Mendl.
Pierre Le Tan, un artiste et ami d'Elsie de Wolfe, soulignait : « Elle obtient ainsi la seule chose qui lui manquait : un titre »
Cette union platonique ne nuit en rien avec sa relation avec Bessie, qui ne prit fin qu'avec le décès de cette dernière en 1933.

## Ses débuts en matière d'art
En 1885, elle fit la connaissance de membres de l'élite de la société américaine grâce à son intégration dans la haute société de Londres. C'est cette connexion qui mena à ses débuts dans le monde du théâtre en tant qu'actrice, en joignant The Amateur Comedy Club à  la ville de New York. En 1886, elle interpréta Lady Seymour dans A Cup of Tea  et Othello. Elle joua dans plusieurs productions amateurs et professionnelles. C'est au théâtre qu'Elisabeth Marbury découvrit Elsie et firent rencontre pour la première fois par le biais de Sarah Cooper Hewitt.
Elle a fait ses débuts dans la production de Charles Frohman de Thermet de Victorien Sardou (1891) et a fait une tournée avec la production pendant deux ans. En 1894, elle devint membre régulier de la compagnie de Frohman. En 1901, elle a formé sa propre compagnie et a présente The Way of the World de Clyde Fitch à Broadway et dans une tournée de deux ans.
Toutefois, son talent ne se limitait pas à son actuation sur scène. Elle se démarquait notamment par ses choix vestimentaires soigneusement élaborés, plutôt que pour son rôle d'actrice. Les femmes du public avaient essayé désespérément de reproduire son style distinctif et moderne pour leur époque, créant ainsi une tendance les créations vestimentaires de Elsie De Wolf. Cette fascination pour sa mode personnelle a propulsé Elsie à être reconnue en 1935, comme ”la femme la mieux habillée du monde”. Cette reconnaissance témoigne de l'impact considérable qu'elle avait eu sur les tendances vestimentaires de son temps. Peu de temps après, elle prit sa retraite de la scène en 1905.

### Le théâtre
Plutôt que de chercher à épouser un riche parti, à la suite de la mort de son père en 1890, Elsie devint une actrice professionnelle, et se fit remarquer davantage par ses costumes extravagants que par son jeu.Vêtu de la dernière mode parisienne. Elle devint l'amante d'Elisabeth Marbury(dite « Bessie »), qui exerçait la profession d'agent théâtral et encouragea sa carrière. Leur couple était un objet de scandale à New York, qui bruissait de rumeurs d'« orgies saphiques » organisées à Sutton Place chez leur amie Anne Morgan, fille du richissime banquier John Pierpont Morgan ; elles patronnèrent les débuts au théâtre de plusieurs jeunes lesbiennes dont Katharine Cornell, Eva Le Gallienne et Mercedes de Acosta.
À la suite de son succès dans le théâtre amateur, Elsie de Wolfe fit ses débuts professionnels en 1891 dans Thermidor de Victorien Sardou et mis en scène par Charles Frohman, et passa deux ans en tournée (notamment à Paris) avec la production. Elle joua le personnage de Fabienne au côté de Sir Johnston Forbes-Robertson.
En 1901, elle forma sa propre compagnie et monta The Way of the World de Clyde Fitch à Broadway avant de faire tourner le spectacle pendant deux ans. Elle joua aussi dans Cynthia en 1903. Elle abandonna la scène en 1904 et décida de devenir décoratrice professionnelle cette même année.

### La décoration
Elsie de Wolfe avait acquis une certaine réputation comme décoratrice de théâtre. En outre, la manière dont elle avait décoré la maison, Irving House, qu'elle habitait avec Elisabeth Marbury avait été largement applaudie. Sur la suggestion de Bessie et de Sara Cooper Hewitt, elle se lança dans la décoration, qui était alors exclusivement réservée aux hommes.

#### Colony Club

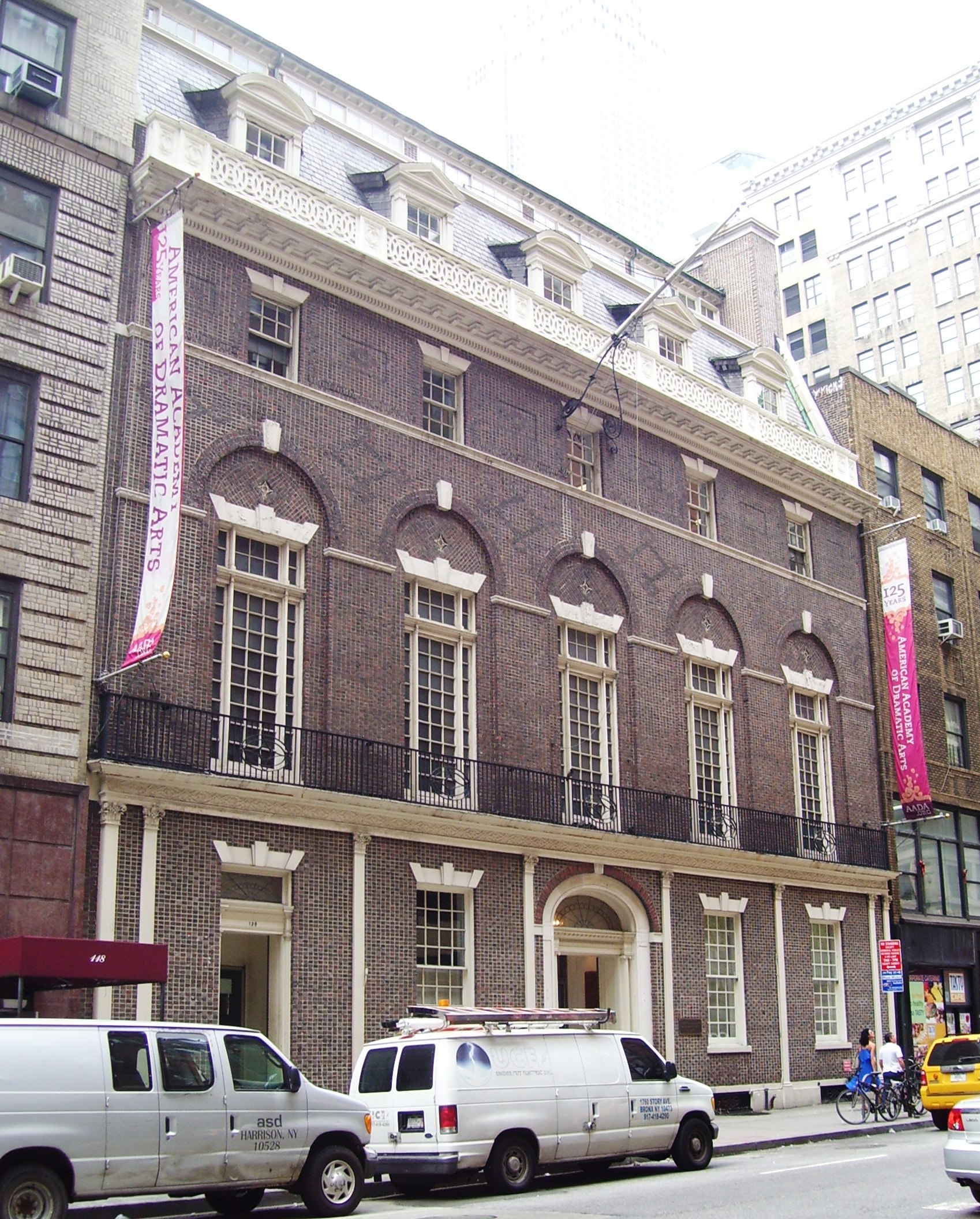
Le Colony Club, ville de New York.

En 1905, le tout premier club exclusivement dédié aux femmes dans la ville de New York a été créé, s'établissant sur la rue Madison , à l'intersection de la 31e rue. Cette initiative fut dirigée par un groupe de cinq femmes exceptionnellement puissantes de la région. L'architecte chargé de la conception de ce bâtiment n'était autre que Stanford White. Non seulement White, mais également l'amante d'Elsie de Wolf, connue comme Bessie, ainsi que d'autres membres du conseil d'administration, furent activement impliqués dans la réalisation de ce club. L'association confia à Elsie de Wolf la responsabilité de concevoir la décoration intérieure du club , mieux connu comme le Colony Club, où elle put mettre en pratique ses principes : simplicité, légèreté (grâce à l'utilisation de miroirs et de couleurs légères de peintures et de tissus, particulièrement le beige ; on affirme que, découvrant le Parthénon, elle s'était exclamé : « Beige ! Ma couleur ! ») et unité visuelle plutôt que purement stylistique.
Ses relations mondaines lui permirent d'obtenir un succès rapide : elle travailla pour les Morgan, les Frick, les Vanderbilt, les Conde Nast. Loin de se laisser impressionner par ses célèbres clients, elle détestait qu'ils prétendent interférer avec son travail. À un client qui insistait pour donner des instructions sur la manière de décorer une pièce, elle dit : « Voyons, décidons qui est le décorateur. Si c'est vous, voici vos honoraires. Si c'est moi, veuillez déguerpir jusqu'à ce que j'aie terminé. »
Son rejet de l'esthétique victorienne et conventionnelle, pour un style plus épuré, influença profondément toute une génération. En 1913, elle réunit les articles qu'elle avait publiés dans Good Housekeeping et dans The Delineator en un volume, The House in Good Taste, qui eut un grand succès et popularisa ses conceptions auprès des classes moyennes américaines.
Elle fait venir du mobilier de France et s'aide de personnalités comme Serge Roche ou Tony Duquette.
En vérité, ce fut elle qui créa la profession de décorateur professionnel.

## Les années françaises

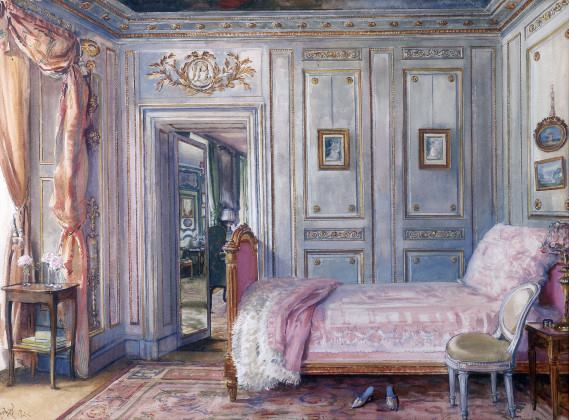
La chambre de Elsie de Wolfe, Villa Trianon.

Elle s'établit avec Elisabeth Marbury en France au début du XXe siècle. La ville de Paris était plutôt tolérante comme ville par rapport à l'homosexualité. Elles acquirent la Villa Trianon en été 1905. L'acquisition de la propriété prit quelque temps et sera au nom de Bessie qui appuya financièrement Elsie durant le début de sa nouvelle carrière professionnelle. Cette propriété de style Louis XIV sera mis au goût de la décoratrice d'intérieur, un grand canevas blanc, exprimant ses goûts en matière de décoration d'intérieur plus personnel. Malgré les rénovations, la propriété gardera son prestigieux nom. Durant les rénovations, elle louèrent une résidence dans le voisinage. Dans leur nouvelle propriété, elles mirent une emphase particulière sur l'aménagement de plusieurs toilettes dans la résidence ce qui étonna les travailleurs français. La résidence fut décorée selon un style antique. Le jardin de la propriété fut restauré selon le plan original trouvé dans les archives du Château de Versailles. La résidence fut décorée dans un style antique selon le goût de Elsie. Elles emménagèrent en 1907 dans la villa. Elle travailla sur le Colony Club, son premier grand projet professionnel, durant les rénovations de la villa. Anne Morgane sera une visiteuse assidue de la villa Trianon ainsi que Sarah Bernhardth. Elle organisa plusieurs grandes réceptions, le dimanche où se rassemblèrent des diplomates et des connaissances. En raison de la grandeur modeste de la demeure, les réceptions eurent lieu dans la cour. Elsie donna par son extravagance et son don en matière de décoration une grandeur à cette demeure. The House in Good taste, son œuvre littéraire rassemblant sa théorie en matière de décoration d'intérieur fut publiée en 1913.

### Guerre mondiales

#### Première Guerre mondiale

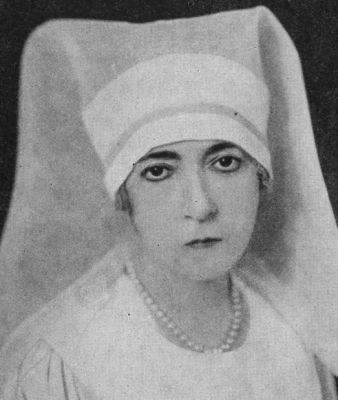
Elsie, infirmière en 1917.

Pendant la Première Guerre mondiale, Elisabeth Marbury et De Wolfe ont décidé d'utiliser la villa Trianon, leur résidence en France, comme hôpital. De plus, De Wolfe apporta son soutien à la Croix-Rouge en collectant des dons pour financer les ambulances en France, tout en se dévouant en tant qu'infirmière pour soigner les blessés de la guerre. À la suite de son engagement, notamment après la bataille du Chemin des Dames, elle fut honorée de deux distinctions en reconnaissance de ses services.
En 1926, elle épousa à 60 ans Sir Charles Mendl. Ce fut un mariage à raison qui étonna quelque peu son entourage. Cependant , elle entretint toujours une relation avec Elisabeth Marbury malgré son mariage avec le diplomate britannique. Avec Sir Charles, ils habitèrent dans un appartement à Paris avenue d'Iéna. Cette résidence sera son domaine. Elle la décora en s'inspirant des styles passés et présents mélangeant le design européens et américains et le côté glamour des années 1930. Des murs blancs et du mobilier de teinte pâle et de la décoration du XVIIIe siècle. Quelques années plus tard, Elsie publie sa Biographie en 1935 intitulé After all.
Elle fera des aller-retours entre la France et les États-Unis jusqu'à la fin de sa vie. Elle garda la propriété à son nom, Elisabeth et Anne Morgan ayant donné leur part de la villa. Elle organisa la dernière fête à la villa en 1939 à la fin de la saison mondaine, le Circus Ball, évènement très mondain et de fashion.

#### Seconde Guerre mondiale
Durant la Seconde Guerre mondiale, elle s'établit avec Sir Charles Mendl à New York au St. Regis Hotel et à Hollywood, en Californie. Elle redécora la suite dans laquelle elle habita. Elsie aura une résidence à Beverly Hills, de son nom After all et continua sa carrière en tant que désigner d'intérieur pendant la guerre.
En juin 1946, Elsie de Wolfe et son mari retournèrent en France après la seconde guerre mondiale. À leur retour, ils découvrirent la villa Trianon en ruines. Malgré ses 80 ans et son état de santé fragile, en raison notamment de son arthrite et de sa scoliose, De Wolfe  planifia la restauration de la villa Trianon. Elle parvient à mener à bien ce projet avec l'aide de Tony Duquette. Elle effectua de fréquents allers-retours entre sa résidence d'hiver en Californie et celle en France où elle séjournait pendant les saisons chaudes. La dernière soirée qu'elle organisa à la villa Trianon eut lieu le 18 juin 1950, à peine trois semaines avant son décès survenu le 12 juillet,,.

#### Prix et reconnaissances

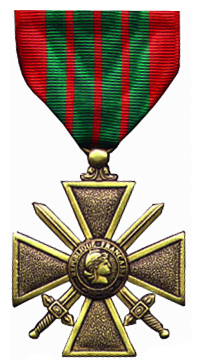
Médaille Croix de Guerre

Les efforts humanitaires d'Elsie De Wolf pendant la Première Guerre mondiale ont été marqués par son dévouement au secours des malades et des blessés dans les hôpitaux français. Son service en tant qu'infirmière a laissé un grand impact, pour lequel elle a reçu deux prix prestigieux. De Wolf a reçu la Légion d'honneur et la Croix de Guerre. L'engagement d'Elsie De Wolf en faveur de l'atténuation des souffrances et son service valeureux au cours d'une période difficile de l'histoire témoignent de son fort héritage.

## Ses projets en décoration
La carrière de décoration d'Elsie de Wolfe s'était étendue sur 45 ans mais le nombre précis des projets de décoration qu'elle avait réalisés demeure inconnu. Voici quelques exemples de projets de rénovation réalisés pour ses amis au cours de sa carrière en décoration :

### Marbury Résidence
De 1892 à 1910, Elsie de Wolfe avait résidé dans une maison en location située au 122 de la 17e rue Est, où elle partageait sa résidence avec Elisabeth Marbury. Elles avaient emménagé en 1892 et demeuré dans cette maison pendant une période de 18 ans. Marbury Résidence a joué un rôle significatif dans les parcours professionnels des deux locataires. Celle-ci leur a offert un soutien tant sur le plan esthétique que fonctionnel, qui favorisait ainsi le développement de leur côté personnel et professionnel. De plus, celle-ci était une opportunité de développement pour Elsie de Wolfe en tant que décoratrice d'intérieur. Cette maison lui a permis de développer des idées et des stratégies qui allaient façonner ses 45 années de carrière dans le domaine de la décoration intérieure.

### Show House
En 1910, Elsie de Wolfe et l'architecte Ogden Codman ont acquis la résidence située au 131 East 71st Street à New York City. Wolfe avait repéré cette maison dès son enfance, remarquant les aspects qui la rendaient peu attrayante. Depuis son jeune âge, elle avait pour ambition de la transformer en une demeure élégante. Lorsqu'elle a eu l'opportunité, en 1910, ainsi que les ressources financières nécessaires, elle a pris la décision d'acheter la propriété et de la rénover pour l'embellir. L'une des principales raisons pour lesquelles elle a décidé de rénover cette maison était de réaliser un bénéfice financier et de gagner en visibilité. Cette propriété nécessitait d'importantes rénovations pour devenir attrayante. Elle était consciente que si elle réussissait, cela générerait une grande publicité pour elle et lui rapporterait un profit lors de la vente de la maison rénovée. Pendant la rénovation, Elsie de Wolfe visait à optimiser la luminosité à l'intérieur de la résidence. Une fois les travaux terminés, la propriété affichait un style Néo-classique, ce qui était hors du commun pour l'époque à Manhattan. Plusieurs journaux et magazines locaux ont rapporté que la rénovation complète de celle-ci avait été un énorme succès.

### "Open Gates": La résidence de Magnolia et George Sealy
En 1915, avant son départ pour la France pour s'engager dans des activités liées à la guerre, Elsie de Wolfe s'est engagée dans le projet de réaménagement de "Open Gates". Conçu à l'origine par Stanford White pour George Sealy et sa femme Magnolia Willis, la rénovation a reflété un style néo-renaissance pour la résidence.

### Condé Nast Appartement
En 1924, Elsie de Wolfe s'est engagée dans la rénovation de l'appartement de Condé Nast, situé au 1040 Park Avenue à New York City. Leur rencontre a eu lieu à une période similaire, lorsque Condé Nast a acquis Vogue en 1909. Elsie de Wolfe est apparue dans Vogue en 1911 dans le but de cibler la même clientèle qu'elle avait atteinte quelques années auparavant lors de son apparition dans Broadway magazine et New York journal. Elle a également fait plusieurs autres apparitions dans Vogue par la suite.

### La résidence d'Elsie de Wolfe:After All
En 1942, à Beverly Hills, en Californie, c'était la dernière résidence qu'Elsie de Wolfe avait l'intention de décorer pour elle-même. Elle se trouvait au 1018 Benedict Canyon Drive. En 1941, Elsie de Wolfe et son mari Sir Charles Mendl avaient quitté Paris en raison de la guerre pour s'installer aux États-Unis, abandonnant ainsi sa Villa Trianon et son appartement parisien. Lorsqu'elle emménagea dans cette maison à Beverly Hills, celle-ci avait un style de stuc hispano-mauresque. Elle nomma cette demeure "After All", en référence au titre de son autobiographie. Son budget pour la rénovation de la maison était limité, mais elle souhaitait en faire un lieu propice aux festivités.

### La résidence d'Elsie de Wolfe: Villa Trianon
Comme mentionné précédemment dans la section "Les années français", Elsie de Wolfe a acquis la Villa Trianon en 1905 avec Bessie. En 1915, elle emménagea dans cette villa et y demeura jusqu'à son décès en 1950. De 1915 à 1950, Elsie de Wolfe développait constamment sa vision en tant que décoratrice pour la Villa Trianon, située à Versailles, en France. Bien qu'elle n'y ait pas résidé entre 1940 et 1946, elle restait attachée à son projet pour la Villa Trianon même si elle était au After All à Beverly Hills.
Pendant environ 30 ans, Elsie de Wolfe utilisait cette villa pour mettre en pratique ses idées en matière de décoration. De plus, pendant la Première Guerre mondiale, la Villa Trianon a servi de lieu où des femmes fabriquaient des vêtements pour les blessés de la guerre et un lieu où les hauts responsables militaires se réunissaient.

## Liste chronologique des accomplissements
Comme précédemment mentionné, Elsie de Wolfe a entrepris de nombreux projets, mais il est impossible de déterminer le nombre exact. La liste suivante comprend à la fois des projets publiés et non publiés qui ont été réalisés par les entreprises Elsie de Wolfe Co. et Elsie de Wolfe Inc.
Voici une liste chronologique des projets réalisés en théâtre ainsi qu'en décoration :
- 1886 : Cup of Tea et Othello, Lady Seymour
- 1891: Débuts dans la production de Charles Frohman de Thermet de Victorien Sardou
- 1892 - 1911 : Marbury Résidence, 122 East 17th Street, New York City
- 1894 : Membre régulier avec Frohman
- 1897 : Conception des décors et des costumes pour "A Mariage of Convenience", Empire Theatre, New York City
- 1899-1902 : La Hermitage, rue de la Postrophe Hermitage, Versailles, France
- 1901 : Conception des décors et des costumes pour "The Way of the World", Broadway avec sa compagnie
- 1902 - 1905 : Villa les Buissons, 69 Boulevard St. Antoine, Versailles, France
- 1903 : Conception des décors et des costumes pour "Cynthia" avec sa compagnie
- 1904 : Changement de carrière, elle arrête la théâtre pour devenir décoratrice professionnelle
- 1905 - 1950 : Villa Trianon, 57 Boulevard St. Antoine, Versailles, France
- 1905-1906 : Emily et John R. McLean, Friendship, Tennallytown Road (plus tard 3600 Wisconsin Avenue)
- 1905 - 1906 : Loge d'opéra pour J. Pierpont Morgan, The Metropolitan Opera, 147 West 39th Street, New York City
- 1905 - 1906 : Helen et Payne Whitney, 972 Fifth Avenue, New York City
- 1905 - 1906 : Cora Brown-Potter, Maidenhead, Angleterre
- 1905 : Brooks Hall, Barnard College, Broadway and 116th Street, New York City
- 1905 - 1907 : The Colony Club, Broadway and 116th Street, New York City
- 1905 - 1907 : The Colony Club, 120-124 Madison Avenue, New York City
- 1915: "Open Gates" : La résidence de Magnolia et George Sealy, Galveston, Texas
- 1910: "Show House", 131 East 71st Street à New York
- 1915 à 1950 : La résidence d'Elsie de Wolfe : Villa Trianon à Versailles, France
- 1924 : Condé Nast Appartement
- 1926 : Mariage avec Sir Charles Mendl
- 1935 : Publication de sa autobiographie "After All"
- 1942 : La résidence d'Elsie de Wolfe : After All à Beverly Hills[14]

## Ouvrages et bibliographie
- (en) The House in Good Taste, New York, The Century Company, 1913
- (en) The House in Good Taste, Rizzoli, 2004 (1re éd. 1913), 235 p. (ISBN 0-8478-2631-7) (Reprint)
- (en) Elsie de Wolfe's Recipes for Successful Dining, New York, D. Appleton-Century Company, 1934
- (en) After All, New York, Harper and Brothers, 1935
- (en) Flynn Kuhnert et Hutton Wilkinson, The Walk To Elsie's, Londres, Cecil Court Press, 2015 (ISBN 978-0-9908858-0-1)
- (en) Charlie Scheips, Elsie de Wolfe's Paris : Frivolity Before the Storm, New York, Abrams, 2014, 159 p. (ISBN 978-1-4197-1389-7)